# Гомленко, Владимир Николаевич
Владимир Николаевич Гомленко (28 июля 1955, Дагестанская АССР, РСФСР, СССР) — советский футболист, играл на позициях полузащитника и нападающего, почти всю свою игровую карьеру провёл в махачкалинском «Динамо», игрок сборной клубов РСФСР на базе Второй лиги, мастер спорта СССР с 1990 года.

## Карьера
Профессиональную карьеру начинал в махачкалинском «Динамо» в 1976 году, в том сезоне провёл 10 игр за клуб. За «Динамо» играл до 1989 года, после чего вместе с Магомедхабибом Курбановым, Камилём Асеевым и Александром Масловым перебрался в черкесский «Нарт», где и завершил карьеру. После футбола Владимир Гомленко работал в авиакомпании, с 2000 года — в дагестанской таможне, где работает начальником автотранспортного отдела. Также вместе с Курбаном Замановым тренирует команду дагестанской таможни по мини-футболу.

## Личная жизнь
Младший брат Николай (род. 1960) — также футболист, играл в махачкалинском «Динамо». Сын Константин (род. 1981), также играл за «Динамо» с 2000 по 2006 годы, ныне помощник прокурора в Кизляре. Младший Дмитрий тренировался у Рафаэля Сафарова, однако профессиональным футболистом не стал, ныне военный, служит в пограничных войсках. Старший внук Владимир Константинович (род. 2006) ныне играет в команде «Динамо-2» Махачкала.